# 正发生
《正发生》（法語：L'événement）是2021年的法國劇情片，由奧黛麗·迪萬執導，並由迪万和瑪西婭·羅馬諾改編自安妮·艾諾2000年的同名小說《記憶無非徹底看透的一切》。影片由安娜瑪麗亞·沃特魯梅和卢安娜·巴杰拉米主演，並由Wild Bunch發行。
2021年9月6日，影片在第78屆威尼斯影展正式競賽舉行全球首映，并奪得金獅獎。

## 劇情
1963年法國，一個聰明的學生安妮（Anne）突然懷孕，完成學業和特長的機會悄然溜走。在期末考之際，安娜逐漸沒有社交，肚子更大了許多，迫使她就算冒著牢獄風險也要面對墮胎所帶來的恥辱和痛苦。

## 演員
- 安娜瑪麗亞·沃特魯梅 飾 安妮
- 卡西·莫泰·克莱恩（英语：Kacey Mottet Klein）
- 桑德琳·波奈兒
- 露易丝·奥利-狄奎罗（Louise Orry-Diquero） 飾 布麗吉塔（Brigitte）
- 路易丝·舍维约特（法语：Louise Chevillotte）
- 皮奥·马麦
- 安娜·蒙格拉絲
- 法布里齐奥·隆吉奥内（英语：Fabrizio Rongione）
- 卢安娜·巴杰拉米（英语：Luàna Bajrami）
- 萊昂諾爾·奧伯森（Leonor Oberson）
- 朱利安·費力森（法语：Julien Frison）
- 阿丽斯·德·朗克桑（英语：Alice de Lencquesaing）

## 製作
2019年4月23日，編劇奧黛麗·迪萬在談首部作品《愛上謊言的妻子》（Losing It）時，透露自己在改編安妮·艾諾2000年的自傳式小說《正发生》（L'événement），表示這本書對她來說「非常重要」。2020年5月29日，法國文化部隸屬機構國家電影與動畫中心宣布會資助電影，此舉讓它進入前製階段。
主體拍攝於2020年7月27日開始，並進行了整個夏天。電影於2021年1月進行後期製作。

## 上映
2021年9月6日，電影在第78屆威尼斯影展正式競賽舉行全球首映。兩個月前，Wild Bunch已拿下影片的法國發行權。

## 反響

### 專業評價
《正發生》獲得媒體與影評家的積極評價，爛番茄根據161條評論，獲得99%的超高新鮮度，平均得分8.5/10，網站影評家共識評價寫道：「这是一部艰难但值得一看的作品，《正发生》以个人的视角展现了一个不可能的艰难选择及其令人心碎的后果」 。Metacritic根據36條專業評論，總計加權分數86分（滿分100分），代表「普遍讚譽」。本片被爛番茄評為2022年的最佳有限上映電影、最佳劇情片、最佳外語片，在該網站年度最佳影片排行榜位居第二名。
《綜藝》的蓋伊·洛奇（Guy Lodge）稱讚影片的演出，尤其是稱主演安娜瑪麗亞·沃特魯梅會憑此「聲名鵲起」。《衛報》的贊·布魯克斯（Xan Brooks）稱影片「嚴肅、扣人心弦，最終令人尊敬」，並稱讚洛朗·唐吉（Laurent Tangy）的攝影技巧，表示「影片的緊緻畫面就像套在她脖子上的絞索」。
2023年3月，本片在爛蕃茄發表「270部由21世紀女性執導的電影佳作」清單榜上有名。

### 榮譽
| 獎項       | 典禮日期      | 範疇   | 獲獎與提名者 | 結果 | 參考   |
| ---------- | ------------- | ------ | ------------ | ---- | ------ |
| 威尼斯影展 | 2021年9月11日 | 金獅獎 | 奥黛丽·迪万  | 獲獎 | [ 16 ] |

## 外部連結
- 官方网站
- 互联网电影数据库（IMDb）上《正发生》的资料（英文）
- 豆瓣电影上《正发生》的資料 （简体中文）